# Bahnstrecke Stubbekøbing–Nykøbing–Nysted
| Linienführung Südstrecke |                                                                     |                                                                             |                                                                        |
| Linienführung Nordstrecke |                                                                     |                                                                             |                                                                        |
| Streckenlänge: | 46,2 km                                                             |                                                                             |                                                                        |
| Spurweite: | 1435 mm (Normalspur)                                                |                                                                             |                                                                        |
| Maximale Neigung: | Stubbekøbing–Nykøbing Falster: 7 ‰ Nykøbing Falster–Nysted: 5 ‰     |                                                                             |                                                                        |
| Minimaler Radius: | Stubbekøbing–Nykøbing Falster: 250 m Nykøbing Falster–Nysted: 500 m |                                                                             |                                                                        |
| Streckengeschwindigkeit: | 45 km/h ab 1948 75 km/h                                             |                                                                             |                                                                        |
| |                                                                     |                                                                             |                                                                        |
| \| \| \| Bahnstrecke Stubbekøbing–Guldborg von Guldborg (geplant) \| \| \| \| 0,0 \| Stubbekøbing (Drehscheibe, Remise, Werkstatt) \| Stubbekøbing (Drehscheibe, Remise, Werkstatt) \| \| \| \| \| \| \| \| \| Fribrødre Å \| \| \| \| 4,2 \| Åstrup (Fahrkartenverkaufsstelle, Abstellgleis, ab 1963 Haltepunkt) \| 2 m.o.h. \| \| \| 6,8 \| Særslev (Rampe und Verladegleis für Rüben) \| 7 m.o.h. \| \| \| 8,5 \| Horbelev (Schweinestall und Abstellgleis für privates Lagerhaus) \| 16,3 m.o.h. \| \| \| 10,2 \| Meelse (ab 1927 Rübenverladegleis) \| 13,2 m.o.h. \| \| \| 11,9 \| Karleby (Rampe und Verladegleis für Rüben, Wasserkran) \| 14,9 m.o.h. \| \| \| \| \| \| \| \| 13,7 \| Bellinge (Rampe und Verladegleis für Rüben, ab 3. Dezember 1931 Haltepunkt) \| 17,3 m.o.h. \| \| \| \| \| \| \| \| 15,9 \| Egebjerg \| Egebjerg \| \| \| 19,2 \| Sønder Ørslev (Ladegleis, Anschlussgleis für Warenhaus) \| 10,2 m.o.h. \| \| \| 20,4 \| Idestrup (Ladegleis, ab 1918 Haltepunkt) \| 10,1 m.o.h. \| \| \| 23,8 \| Sønder Vedby (bis 1965) \| 8,4 m.o.h. \| \| \| 24,3 \| Sønder Vedby Skovhuse (ab 1965) \| Sønder Vedby Skovhuse (ab 1965) \| \| \| \| Tingsted Å \| \| \| \| \| Bahnstrecke Ringsted–Rødby Færge von Ringsted \| \| \| \| \| \| \| \| \| 27,1 146,9 \| Nykøbing Falster \| Nykøbing Falster \| \| \| \| Bahnstrecke Nykøbing–Gedser nach Gedser \| \| \| \| \| Hafenbahn \| \| \| \| \| \| \| \| \| \| Guldborgsund (bis 1962) \| \| \| \| \| Guldborgsund, Kong Frederik d. IX’s Bro (seit 1962) \| \| \| \| \| Bahnstrecke Ringsted–Rødby Færge nach Rødby Færge \| \| \| \| \| Sundby (Endstation der Lollandsbane vom 1. Juli 1874 bis 1. Okt. 1875)[1] \| \| \| \| \| \| \| \| \| 30,1 \| Nagelsti \| 7,8 m.o.h. \| \| \| \| Bahnstrecke Nykøbing F–Nakskov nach Nakskov \| \| \| \| 32,6 \| Thoreby (ab 1927) \| Thoreby (ab 1927) \| \| \| 34,1 \| Flintinge \| 7,3 m.o.h. \| \| \| 35,6 \| Fuglsang (ab 1927, Ladegleis) \| 8,2 m.o.h. \| \| \| 36,6 \| Sløsserup \| 10,7 m.o.h. \| \| \| 38,8 \| Frejlev \| 9,1 m.o.h. \| \| \| 39,2 \| Frejlev Mejerivej \| 11,9 m.o.h. \| \| \| 41,2 \| Kettinge (Fahrkartenverkaufsstelle, ab 1913 Bahnhof) \| 19,6 m.o.h. \| \| \| \| Bahnstrecke Rødby–Nysted von Rødby (geplant) \| \| \| \| \| \| \| \| \| 44.4 \| Nysted (zweigleisige Remise, Drehscheibe, Kohlenlager, Schweinestall) \| 13,3 m.o.h. \| \| \| \| \| \| \| \| \| Skansen (Bahnsteig für Ausflugszüge mit Schulkindern) \| \| \| \| 46,2 \| Nysted Havn \| Nysted Havn \| |                                                                     |                                                                             |                                                                        |
| Strecke (außer Betrieb) |                                                                     | Bahnstrecke Stubbekøbing–Guldborg von Guldborg (geplant)                    | Bahnstrecke Stubbekøbing–Guldborg von Guldborg (geplant)               |
| Bahnhof (Strecke außer Betrieb) | 0,0                                                                 | Stubbekøbing (Drehscheibe, Remise, Werkstatt)                               | Stubbekøbing (Drehscheibe, Remise, Werkstatt)                          |
| Brücke über Wasserlauf (Strecke außer Betrieb) |                                                                     |                                                                             |                                                                        |
| Brücke über Wasserlauf (Strecke außer Betrieb) |                                                                     | Fribrødre Å                                                                 | Fribrødre Å                                                            |
| Haltepunkt / Haltestelle (Strecke außer Betrieb) | 4,2                                                                 | Åstrup (Fahrkartenverkaufsstelle, Abstellgleis, ab 1963 Haltepunkt)         | 2 m.o.h.                                                               |
| Haltepunkt / Haltestelle (Strecke außer Betrieb) | 6,8                                                                 | Særslev (Rampe und Verladegleis für Rüben)                                  | 7 m.o.h.                                                               |
| Bahnhof (Strecke außer Betrieb) | 8,5                                                                 | Horbelev (Schweinestall und Abstellgleis für privates Lagerhaus)            | 16,3 m.o.h.                                                            |
| Haltepunkt / Haltestelle (Strecke außer Betrieb) | 10,2                                                                | Meelse (ab 1927 Rübenverladegleis)                                          | 13,2 m.o.h.                                                            |
| Bahnhof (Strecke außer Betrieb) | 11,9                                                                | Karleby (Rampe und Verladegleis für Rüben, Wasserkran)                      | 14,9 m.o.h.                                                            |
| |                                                                     |                                                                             |                                                                        |
| Haltepunkt / Haltestelle (Strecke außer Betrieb) | 13,7                                                                | Bellinge (Rampe und Verladegleis für Rüben, ab 3. Dezember 1931 Haltepunkt) | 17,3 m.o.h.                                                            |
| |                                                                     |                                                                             |                                                                        |
| Bahnhof (Strecke außer Betrieb) | 15,9                                                                | Egebjerg                                                                    | Egebjerg                                                               |
| Bahnhof (Strecke außer Betrieb) | 19,2                                                                | Sønder Ørslev (Ladegleis, Anschlussgleis für Warenhaus)                     | 10,2 m.o.h.                                                            |
| Haltepunkt / Haltestelle (Strecke außer Betrieb) | 20,4                                                                | Idestrup (Ladegleis, ab 1918 Haltepunkt)                                    | 10,1 m.o.h.                                                            |
| Haltepunkt / Haltestelle (Strecke außer Betrieb) | 23,8                                                                | Sønder Vedby (bis 1965)                                                     | 8,4 m.o.h.                                                             |
| Haltepunkt / Haltestelle (Strecke außer Betrieb) | 24,3                                                                | Sønder Vedby Skovhuse (ab 1965)                                             | Sønder Vedby Skovhuse (ab 1965)                                        |
| Brücke über Wasserlauf (Strecke außer Betrieb) |                                                                     | Tingsted Å                                                                  | Tingsted Å                                                             |
| Abzweig ehemals geradeaus und von rechts |                                                                     | Bahnstrecke Ringsted–Rødby Færge von Ringsted                               | Bahnstrecke Ringsted–Rødby Færge von Ringsted                          |
| Strecke nach links · Strecke von rechts |                                                                     |                                                                             |                                                                        |
| Bahnhof | 27,1 146,9                                                          | Nykøbing Falster                                                            | Nykøbing Falster                                                       |
| Abzweig geradeaus und ehemals nach links |                                                                     | Bahnstrecke Nykøbing–Gedser nach Gedser                                     | Bahnstrecke Nykøbing–Gedser nach Gedser                                |
| Abzweig geradeaus und ehemals nach rechts |                                                                     | Hafenbahn                                                                   | Hafenbahn                                                              |
| Strecke von links (außer Betrieb) · Abzweig geradeaus und ehemals nach rechts |                                                                     |                                                                             |                                                                        |
| Brücke über Wasserlauf (Strecke außer Betrieb) · Strecke |                                                                     | Guldborgsund (bis 1962)                                                     | Guldborgsund (bis 1962)                                                |
| Strecke (außer Betrieb) · Brücke über Wasserlauf |                                                                     | Guldborgsund, Kong Frederik d. IX’s Bro (seit 1962)                         | Guldborgsund, Kong Frederik d. IX’s Bro (seit 1962)                    |
| Strecke (außer Betrieb) · Abzweig geradeaus und nach links |                                                                     | Bahnstrecke Ringsted–Rødby Færge nach Rødby Færge                           | Bahnstrecke Ringsted–Rødby Færge nach Rødby Færge                      |
| Kopfbahnhof Streckenanfang (Strecke außer Betrieb) · Abzweig ehemals geradeaus und von links · Strecke nach rechts |                                                                     | Sundby (Endstation der Lollandsbane vom 1. Juli 1874 bis 1. Okt. 1875)      | Sundby (Endstation der Lollandsbane vom 1. Juli 1874 bis 1. Okt. 1875) |
| Strecke nach links (außer Betrieb) · Abzweig geradeaus und ehemals von rechts |                                                                     |                                                                             |                                                                        |
| ehemaliger Haltepunkt / Haltestelle | 30,1                                                                | Nagelsti                                                                    | 7,8 m.o.h.                                                             |
| Abzweig ehemals geradeaus und nach rechts |                                                                     | Bahnstrecke Nykøbing F–Nakskov nach Nakskov                                 | Bahnstrecke Nykøbing F–Nakskov nach Nakskov                            |
| Haltepunkt / Haltestelle (Strecke außer Betrieb) | 32,6                                                                | Thoreby (ab 1927)                                                           | Thoreby (ab 1927)                                                      |
| Bahnhof (Strecke außer Betrieb) | 34,1                                                                | Flintinge                                                                   | 7,3 m.o.h.                                                             |
| Haltepunkt / Haltestelle (Strecke außer Betrieb) | 35,6                                                                | Fuglsang (ab 1927, Ladegleis)                                               | 8,2 m.o.h.                                                             |
| Haltepunkt / Haltestelle (Strecke außer Betrieb) | 36,6                                                                | Sløsserup                                                                   | 10,7 m.o.h.                                                            |
| Bahnhof (Strecke außer Betrieb) | 38,8                                                                | Frejlev                                                                     | 9,1 m.o.h.                                                             |
| Haltepunkt / Haltestelle (Strecke außer Betrieb) | 39,2                                                                | Frejlev Mejerivej                                                           | 11,9 m.o.h.                                                            |
| Bahnhof (Strecke außer Betrieb) | 41,2                                                                | Kettinge (Fahrkartenverkaufsstelle, ab 1913 Bahnhof)                        | 19,6 m.o.h.                                                            |
| Abzweig geradeaus und von rechts (Strecke außer Betrieb) |                                                                     | Bahnstrecke Rødby–Nysted von Rødby (geplant)                                | Bahnstrecke Rødby–Nysted von Rødby (geplant)                           |
| |                                                                     |                                                                             |                                                                        |
| Bahnhof (Strecke außer Betrieb) | 44.4                                                                | Nysted (zweigleisige Remise, Drehscheibe, Kohlenlager, Schweinestall)       | 13,3 m.o.h.                                                            |
| |                                                                     |                                                                             |                                                                        |
| Haltepunkt / Haltestelle (Strecke außer Betrieb) |                                                                     | Skansen (Bahnsteig für Ausflugszüge mit Schulkindern)                       | Skansen (Bahnsteig für Ausflugszüge mit Schulkindern)                  |
| Betriebsstelle Streckenende (Strecke außer Betrieb) | 46,2                                                                | Nysted Havn                                                                 | Nysted Havn                                                            |

Die Bahnstrecke Stubbekøbing–Nykøbing–Nysted ( Stubbekøbing-Nykøbing-Nysted Banen – SNNB) war eine dänische Privatbahn auf den Inseln Falster und Lolland, die die beiden Teilstrecken Nykøbing Falster–Nysted (Nystedbanen) und Stubbekøbing–Nykøbing Falster (Stubbekøbingbanen) betrieb. Beide Strecken wurden getrennt betrieben, zwischen Stubbekøbing und Nysted verkehrten keine durchgehenden Züge.

## Stubbekøbing-Nykøbing-Nysted Banen
1879 wurde in Stubbekøbing ein Komitee gegründet, um eine Bahnstrecke nach Nykøbing Falster zu bauen, jedoch ohne Erfolg. 1897 wurde bei einem erneuten Versuch eine Strecke geplant und es gelang, sowohl die Streckenführung festzulegen als auch 277.000 Kronen und damit die Hälfte des geschätzten Anlagekapitals zu zeichnen.
In Nysted wurde bereits 1865 versucht, eine Bahnverbindung über Fehmarn nach Deutschland zu errichten, aber war es Gedser, das den Vorzug bekam. Um 1900 wurde in Nysted ein weiterer Versuch unternommen, einen Bahnanschluss zu bekommen, diesmal über Nykøbing Falster.
Die Bahnstrecke erhielt ihren rechtlichen Rahmen durch das Große Eisenbahngesetz vom 27. Mai 1908, das eine Strecke von Nysted über Nykøbing Falster nach Stubbekøbing enthielt. Die Konzession wurde am 5. November des gleichen Jahres an die Stubbekøbing-Nykøbing-Nysted Banen erteilt. Die Bauarbeiten begannen 1909. Der erste Vorsitzende der Eisenbahngesellschaft war Nykøbings damaliger Bürgermeister O. Finsen und der erste Betriebsleiter der Eisenbahn wurde Ing. H. Bertelsen.
Das nächste Große Eisenbahngesetz vom 20. März 1918 enthielt zwei weitere Projekte, die an beiden Enden angeschlossen hätten werden können: die Bahnstrecke Stubbekøbing–Guldborg über Nørre Alslev und die Bahnstrecke Rødby–Nysted. Wie die meisten anderen Projekten dieses Gesetzes wurden diese beiden Strecken nicht gebaut.

## Streckendaten
Der Abschnitt Nykøbing F.–Nysted wurde am 13. Dezember 1910 für kostenlose Fahrten freigegeben, die offizielle Betriebsaufnahme erfolgte am 15. Dezember. Allerdings waren die ersten Rübenzüge bereits im Herbst zwischen Kettinge und Nykøbing gefahren. Auf der 17,1 km langen Strecke betrug der geringste Kurvenradius 500 m und die größte Steigung 5 ‰. Auf der Mitgliederversammlung vom 14. September 1965 wurde einstimmig beschlossen, dass die Totalstilllegung der gesamten Strecke am 31. März 1966 erfolgen soll.
Der Personenverkehr wurde am 27. Mai 1961 und der Güterverkehr am 31. März 1966 eingestellt.
Der 27,1 km lange Abschnitt Stubbekøbing–Nykøbing Falster wurde am 26. Mai 1911 eröffnet. Der geringste Kurvenradius betrug 250 m, die größte Steigung 7 ‰. Der Gesamtverkehr auf der Strecke wurde zum 31. März 1966 eingestellt.
Das Metergewicht der verlegten Schienen betrug 22,5 kg, die zulässige Höchstgeschwindigkeit war anfangs 45 km/h, ab 1948 75 km/h.

## Bahnhofsgebäude
Die Bahnhofsgebäude wurden vom Architekten H.C. Glahn gezeichnet. Stubbekøbing und Nysted hatten besonders große Bahnhofsgebäude, während die anderen fast identisch sind. Åstrup war etwas kleiner, Kettinge und Idestrup, die später gebaut wurden, haben eine andere Form. Alle Bahnhofsgebäude sind erhalten.

## Betrieb

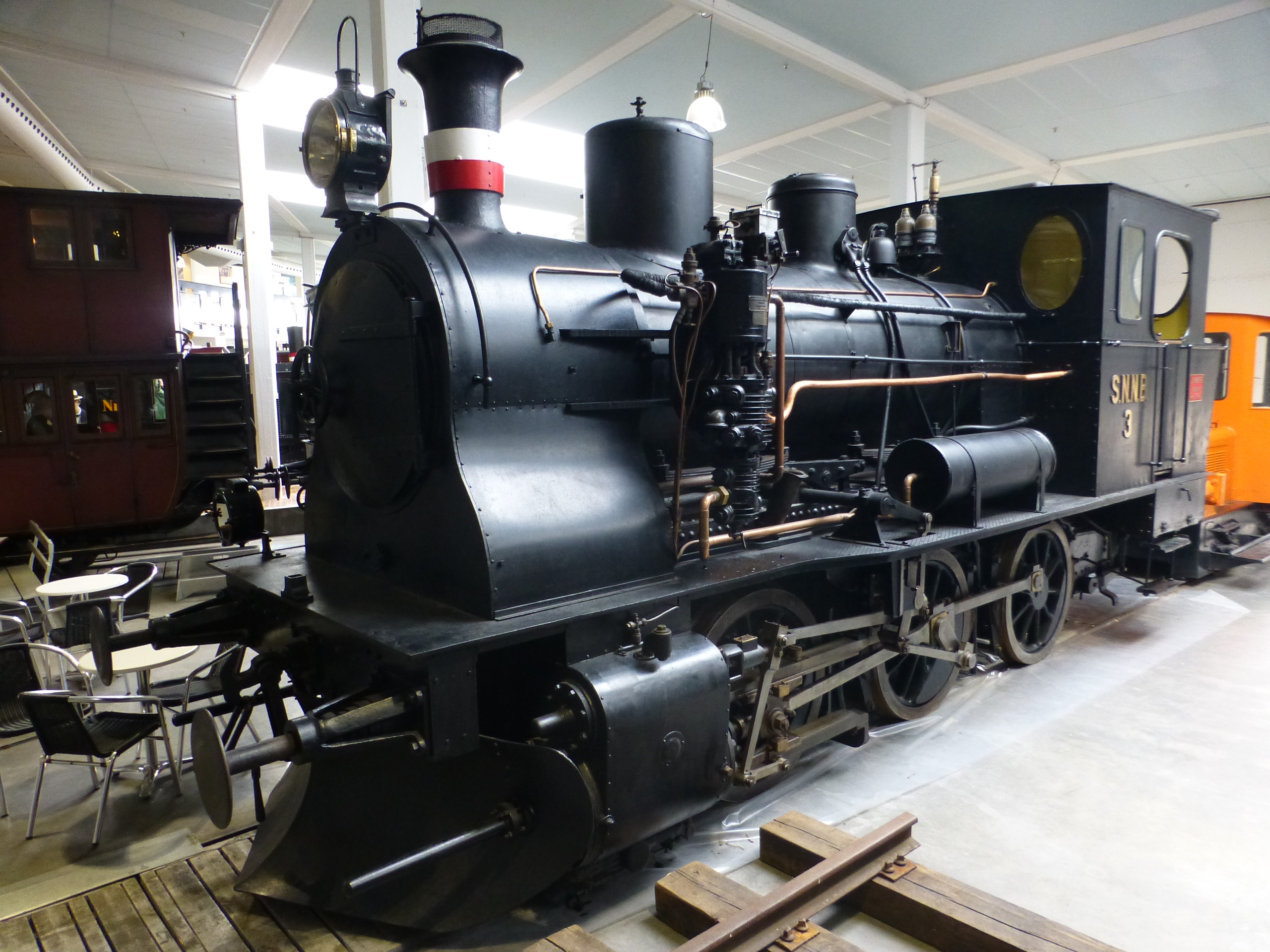
SNNB 3 im Dänischen Eisenbahnmuseum

Für die Betriebsaufnahme wurden 1910 fünf baugleiche Tenderlokomotiven (SNNB 1–5) der Achsfolge C von Maffei in München geliefert. Davon ist die SNNB 3 erhalten geblieben.
Bis zum Ersten Weltkrieg verkehrten auf beiden Strecken täglich vier gemischte Züge in jede Richtung. In den 1920er Jahren wurde der Betrieb bis 1927 auf sechs tägliche Zugpaare weiter ausgebaut. Der Güterverkehr war deutlich höher als bei vergleichbaren Privatbahnen, was maßgeblich auf die Rübentransporte zur Zuckerfabrik in Nykøbing zurückzuführen war. 1961 wurden diese Transporte eingestellt.
1927 wurden drei Triangle-Triebwagen gekauft und fünf neue Haltepunkte eingerichtet. Während des Zweiten Weltkrieges konnte durch den Einsatz von Gasgeneratoren an den Triebwagen der Betrieb von drei Zugpaaren täglich aufrechterhalten werden.
Mit der Einführung von Schienenbussen 1948 wurde die Höchstgeschwindigkeit nach Sicherungsarbeiten an den Straßenkreuzungen auf 75 km/h angehoben.
Finanziell war die Strecke bis 1949/50 rentabel, danach entstanden Verluste, die von den Anliegergemeinden getragen werden mussten.
In Nykøbing F fuhren die Züge nach Nysted von einem Stumpfgleis westlich der Hauptgleise ab, während die Züge nach Stubbekøbing am östlichsten Bahnsteiggleis, dem Gleis 5, abfuhren. Durchgehende Züge hätten den gesamten Bahnhofsbereich durchqueren müssen.
Die Strecke war die einzige Privatbahn auf Lolland, die nicht gemeinsam mit Lollandsbanen betrieben wurde. Sie nutzte deren Strecke von Nykøbing nach Nagelsti. Dieser Abschnitt wurde verlegt, als im Zusammenhang mit der Vogelfluglinie die neue Kong Frederik d. IX’s Bro über den Guldborgsund südlich der alten Brücke gebaut wurde.

## Busbetrieb
In der Zwischenkriegszeit (1918–1940) eröffnete die SNNB mehrere Buslinien: Nysted–Rødby am 1. Juni 1924 (verkauft 1928) und Stubbekøbing–Horbelev am 1. Januar 1933 (verkauft an D/S Stubbekøbing am 1. September 1939). In der letzten Hälfte der 1930er Jahre gab es eine 43 km lange Strecke mit einem Bus mit etwa 6800 km pro Jahr und etwa 3000 Reisenden.
Nach dem Zweiten Weltkrieg wurden folgende Strecken eröffnet: Nykøbing F.–Karleby–Hesnæs–Stubbekøbing am 29. Oktober 1949, Nykøbing F.–Nysted–Erindlev–Rødby am 1. November 1950 und Nykøbing F.–Vanthore–Nysted am 6. November 1952. Diese Strecken hatten eine Gesamtlänge von 136 Kilometer, zu der nach der Umstellung der Teilstrecke nach Nysted auf reinen Güterverkehr eine weitere Busverbindung hinzukam. Die acht eingesetzten Busse mit 295 Sitzplätzen hatten in diesen Jahren eine Steigerung von 64.000 km auf 295.000 km/Jahr und von 30.000 auf 265.000 Fahrgäste/Jahr zu verzeichnen.
Ab 1939 wurde die Frachtzustellung in Stubbekøbing per LKW eingeführt und am 1. September 1952 wurde die Güterverbindung Nykøbing F.–Bregninge–Stubbekøbing mit LKW eröffnet.

## Briefmarken
Für den Versand von Frachtgut wurden Bahnfreimarken verwendet. Mit ihnen wurde der Vermerk für die tatsächliche Frachtmenge auf dem Paket angebracht. Die Marken sagten aus, dass es sich um ein Bahnpaket handelt, bei dem die Lieferung an den Empfänger im Preis inbegriffen war und dass die Frachtgebühr bezahlt war. Zu Beginn waren auf den Marken Dampflokomotiven abgebildet, später Schienenbusse.

## Erhaltene Streckenabschnitte

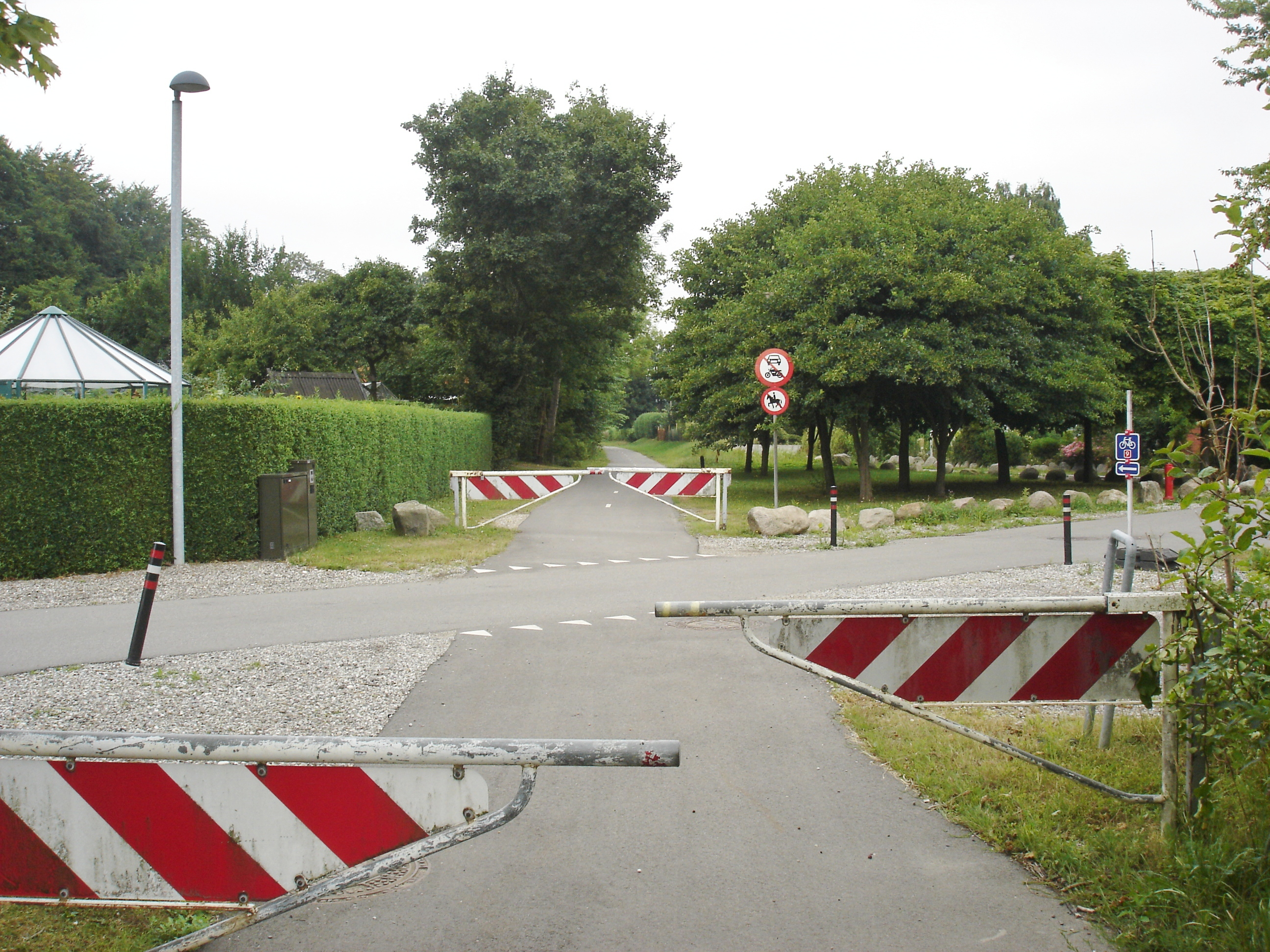
Straßenkreuzung am Sønder Vedby Skovvej

Auf der stillgelegten Strecke wurden mehrere Straßen angelegt: der vier Kilometer lange Østersøvej südlich von Sønder Ørslev und Idestrup, der zwei Kilometer lange Fuglsangvej zwischen Nørre Frejlev und Kettinge und der vier Kilometer lange Ålholmvej zwischen Kettinge und Nysted sowie der Wichmandsvej durch Nysted. Weitere fünf Kilometer der Bahnstrecke sind als Fuß- oder Radwege erhalten.